# Amanullah Khan

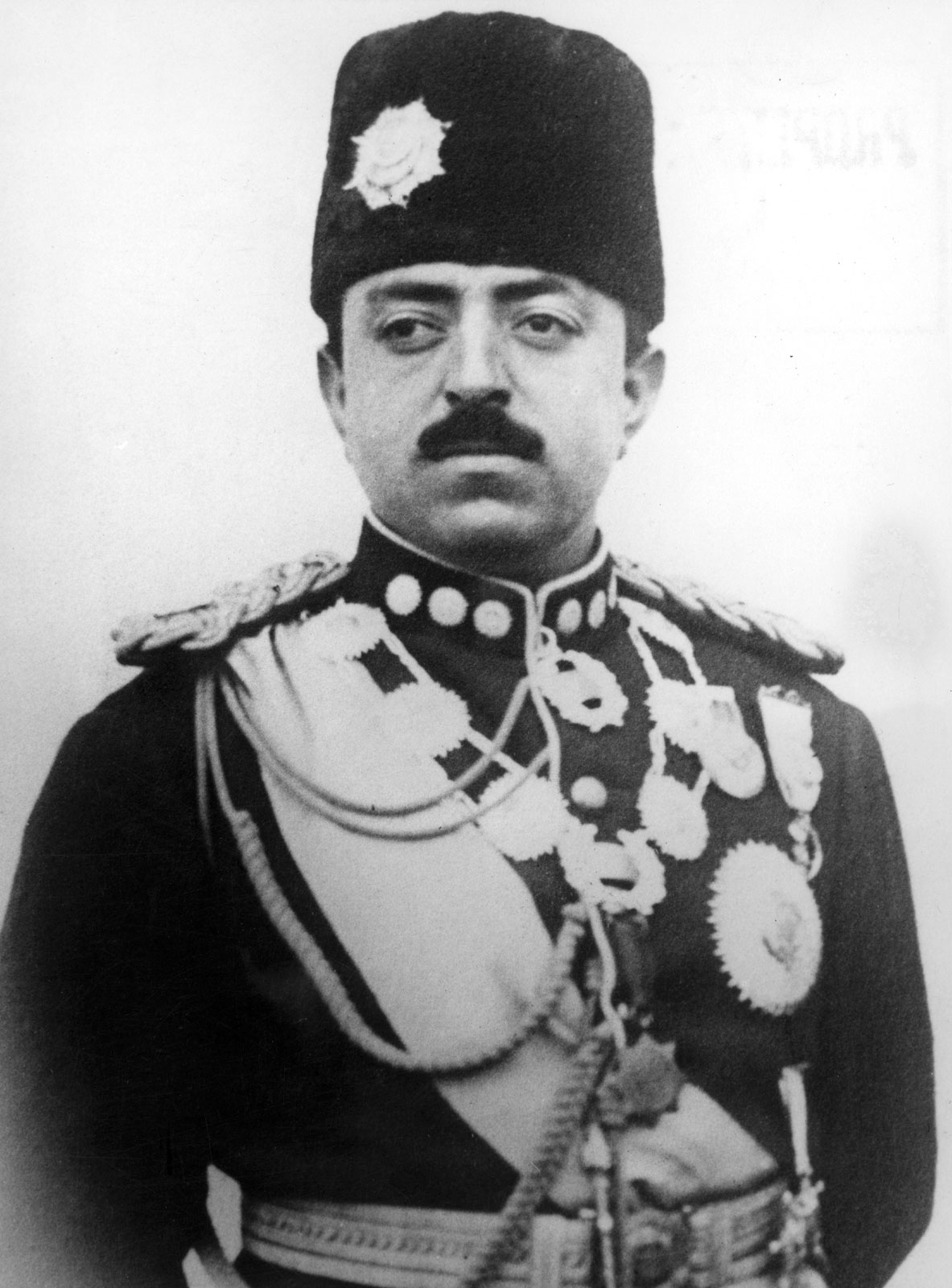
Amanullah Khan

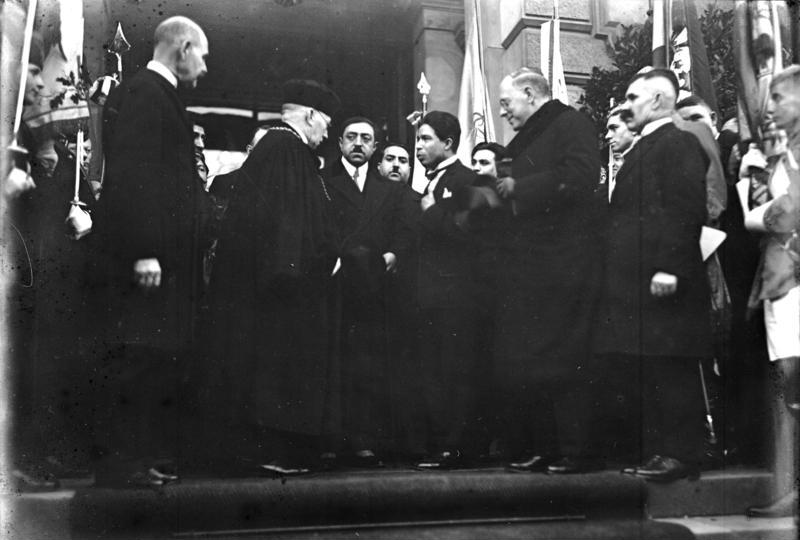
Amanullah Khan beim Besuch in Berlin 1928 nach seiner Ernennung zum Ehrendoktor der Technischen Hochschule Berlin-Charlottenburg (heute Technische Universität Berlin)

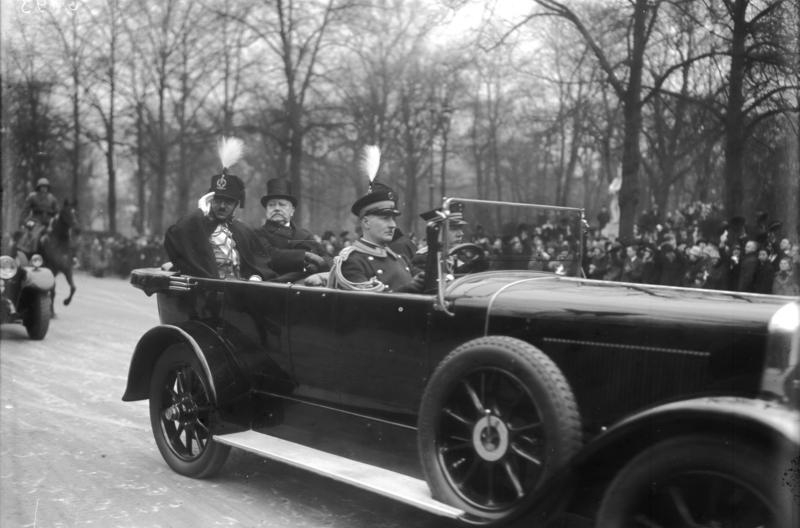
König Amanullah Khan zusammen mit Reichspräsident Hindenburg in Berlin 1928

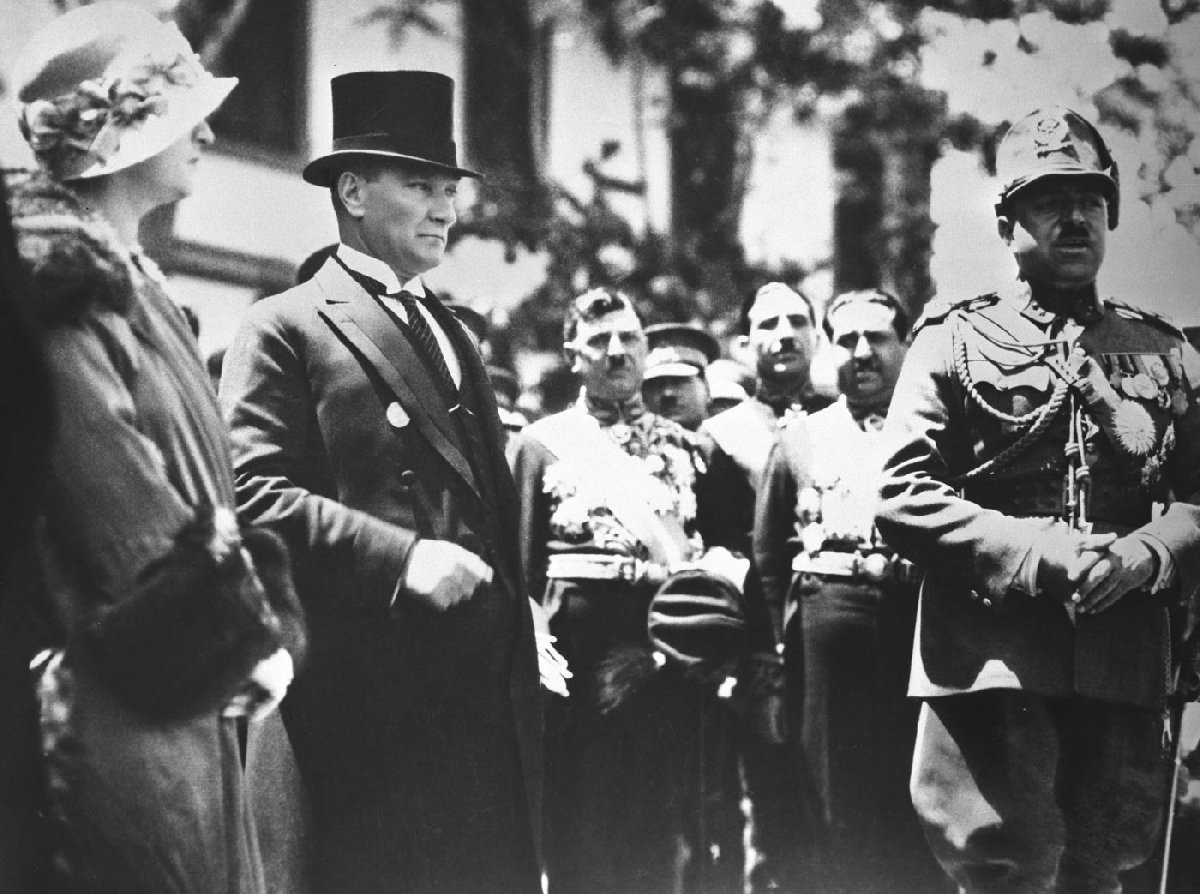
Amanullah Khan mit dem türkischen Präsidenten Mustafa Kemal Paşa in Ankara, (1928).

Ghazi Amanullah Khan, auch Aman Ullah (paschtunisch und persisch امان ‌الله خان, DMG Amānu'llāh Ḫān; * 1. Juni 1892 in Paghman, Afghanistan; † 25. April 1960 in Zürich, Schweiz) war von 1919 bis 1926 Emir, dann von 1926 bis 1929 König von Afghanistan. Amanullah führte 1919 Afghanistan im Dritten Anglo-Afghanischen Krieg gegen Großbritannien zur Unabhängigkeit und erhielt daraufhin den Titel Ghazi (von arabisch الغازى, DMG al-ġāzī ‚der Kriegsherr‘). Seine Bemühungen, Staat und Gesellschaft nach dem Vorbild von Atatürks Türkei zu modernisieren, scheiterten.

## Leben
Amanullah Khan war der dritte Sohn von Emir Habibullah Khan und Sarwar Sultanah. 1919 konnte er sich gegen den eigentlichen Thronfolger Nasrullah Khan sowie seinen Bruder Inayatullah Khan durchsetzen und übernahm den Thron von seinem ermordeten Vater. Kurz darauf befehligte er die afghanische Armee zum Angriff auf Britisch-Indien und begann somit den Dritten Anglo-Afghanischen Krieg im Mai 1919. In diesem konnte die afghanische Armee gegen die Briten anfangs mit Unterstützung paschtunischer Stammeskrieger größere Erfolge erzielen. Im Gegenzug bombardierten die Briten den Palast Amanullahs. Am 8. August 1919 erfolgte im Frieden von Rawalpindi die provisorische Anerkennung Afghanistans als souveräner und unabhängiger Staat durch Großbritannien. 
Amanullah Khan leitete eine Serie von Bemühungen um soziale und politische Modernisierung in die Wege. 1923 erhielt Afghanistan eine neue Verfassung. 1926 änderte Amanullah Khan seinen Titel von Emir in Padschah (persisch پادشاه, DMG pādšāh, ‚König‘). In Opposition zu den Bemühungen des Königs, sich dem Westen und insbesondere Deutschland und dem Britischen Empire wirtschaftlich zu öffnen, kam es zu zahlreichen Aufständen, die die Macht des Königs schwächten. Ein Höhepunkt dieser Revolten fand im Jahr 1924 statt (auch als „Khost-Revolte“ bekannt). Amanullah Khan lavierte geschickt zwischen sowjetischen und britischen Interessen und konnte so eine eigenständige nationale Außenpolitik entwickeln. Doch seine innenpolitischen Reformen orientierten sich an dem Modernisierungsprojekt von Kemal Atatürk. So legte seine Frau Soraya den Schleier ab. Seine anfängliche Beliebtheit begann rasch zu schwinden. Die konservative Landbevölkerung und die paschtunischen Stämme widersetzten sich Amanullah Khans Versuch, die Kontrolle des Staates über die Stämme auszuweiten, und verweigerten sich der Modernisierung, die als überstürzt empfunden wurde. 
Im Januar 1929 dankte er schließlich aufgrund einer Rebellion unter der Führung von Habibullah Kalakâni ab. Er übergab die Macht seinem Bruder Inayatullah Khan, der jedoch selbst drei Tage nach seiner Machtübernahme abdankte und ebenso wie Amanullah floh.
Amanullah ging über Britisch-Indien nach Italien (Rom), 1953 dann nach Zürich in der Schweiz ins Exil, wo er am 25. April 1960 starb.

## Familie
Verheiratet:
- 1. Ehe: Schazaha Hanim
- 2. Ehe, ⚭ 1914 in Kabul: Khairiah Khanum (* in Damaskus), Tochter des Sardar Mahmud Beg Chan Tarzi, Außenminister[6]
- 3. Ehe: Aliah Begum

Kinder von Schazaha Hanim:
- Prinz Schahdazajan Hedayatullah Khan

Kinder von Khairiah Khanum:
- Prinzessin Dr. Meliha Begum †
- Prinzessin Anima Begum
- Prinzessin Abedah Begum
- Kronprinz Rahmatullah Khan
- Prinzessin Adela Begum
- Prinz Ehsanullah †
- Prinzessin Hindya
- Prinzessin Nadija Begum

Mit Aliah Begum hatte er keine Kinder.

## Ehrungen
- 1928: Orden vom Goldenen Sporn[7]
- 1928: Orden des Weißen Adlers
- 1928: Royal Victorian Chain
- vor 1929: Dr-Ing. h.c. der Berliner Technischen Hochschule[6]
- vor 1929: Dr. jur. h.c. der Universität Oxford[6]

## Trivia

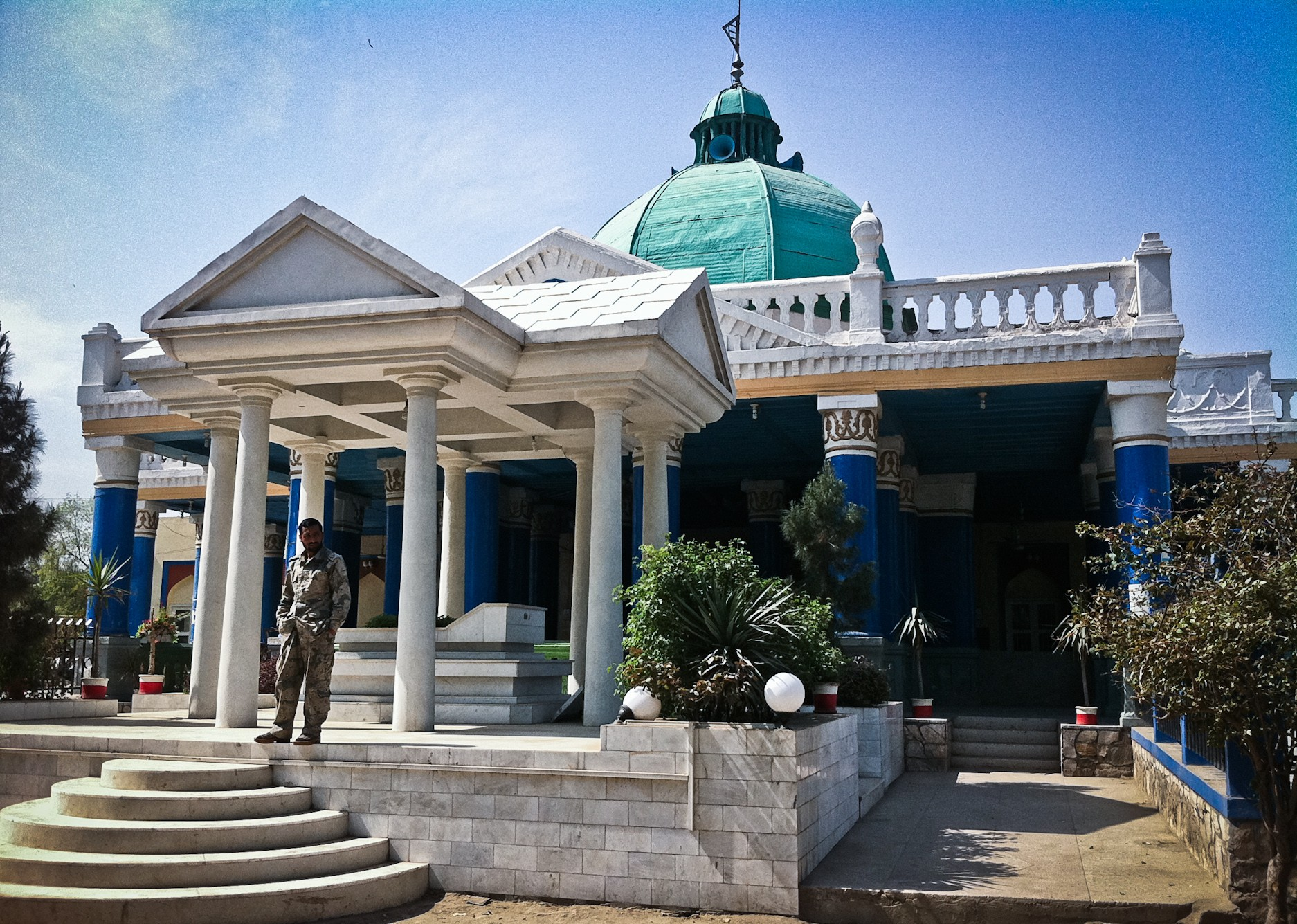
Mausoleum von Amanullah Khan in Dschalalabad

Bei seinem Besuch in Berlin durfte der König einen U-Bahnwagen der Baureihe AII der Berliner U-Bahn selber steuern. Daraufhin erhielten die Fahrzeuge dieser Baureihe den Beinamen „Amanullah-Wagen“.